# Djakotomey I
Djakotomey I è un arrondissement del Benin situato nella città di Djakotomey (dipartimento di Kouffo) con 9.935 abitanti (dato 2006).